# 保羅·霍爾特
保羅·霍爾特（英語：Paul Halter，1956年—），著名犯罪小說作家。保羅·霍爾特在加入之前法國海軍陸戰隊之前練習寫作。
霍爾特一直與已故的約翰·狄克森·卡爾比較，約翰·狄克森·卡爾被認為是密室殺人事件的掌門人。他的風格幾乎都是不可能犯罪，一個評論家所說「雖然強烈影響受到卡爾·狄克森·卡爾和阿加莎·克里斯蒂的影響，但是他有自己的風格。」
他的第一部小說發表於1988年，贏得干邑偵探小說獎。次年，他的小說《Le brouillard rouge》榮獲法國神秘文學的最高榮譽法國冒險小說獎（Prix du Roman d'Aventures）。

## 作品
- 《第四扇門》

## 注脚
1. 1 2  .   [2014-02-13]. （原始内容存档于2020-02-08）.
2. ↑  .   [2014-02-13]. （原始内容存档于2020-02-19）.